# Črna dolina pri Grosuplju
Črna dolina pri Grosuplju este o arie protejată (arie specială de conservare — SAC, sit de importanță comunitară — SCI) din Slovenia întinsă pe o suprafață de 10,51 ha, integral pe uscat.

## Localizare
Centrul sitului Črna dolina pri Grosuplju este situat la coordonatele 45°58′43″N 14°39′40″E / 45.9785°N 14.6611°E.

## Înființare
Situl Črna dolina pri Grosuplju a fost declarat sit de importanță comunitară în aprilie 2004 pentru a proteja 1 specie de plante și 4 specii de animale. Situl a fost protejat și ca arie specială de conservare în februarie 2012.

## Biodiversitate
Situată în ecoregiunea continentală, aria protejată conține 2 habitate naturale: Pajiști cu Molinia pe soluri calcaroase, turboase sau argilos-nămoloase (Molinion caeruleae), Mlaștini alcaline.
La baza desemnării sitului se află mai multe specii protejate:
- plante (1): moșișoare (Liparis loeselii)
- nevertebrate (4): fluturele-tigru (Callimorpha quadripunctaria), Coenonympha oedippus, fluturele auriu (Euphydryas aurinia), fluturele purpuriu (Lycaena dispar)